# Stigen (Troms)
Stigen est une localité du comté de Troms, en Norvège.

## Géographie
Administrativement, Stigen fait partie de la kommune de Lyngen.